# Marsenina
Marsenina là một chi small slug-like ốc biển, marine động vật chân bụng động vật thân mềm thuộc họ subfamily Lamellariinae of the Velutinidae.

## Các loài
Các loài trong chi Marsenina include: 
- Marsenina ampla Verrill, 1880
- Marsenina glabra (Couthouy, 1838) - bald lamellaria
- Marsenina globosa L. M. Perry, 1939
- Marsenina rhombica (Dall, 1871)
- Marsenina stearnsii (Dall, 1871)
- Marsenina uchidai (''Habe, 1958)
- Marsenina zadei Behrens, Ornelas & Valdés, 2014

Taxon inquirendum
- Marsenina liouvillei Vayssière, 1917

Species brought into synonymy
- Marsenina micromphala Bergh, 1853: synonym of Marsenina glabra (Couthouy, 1838)
- Marsenina prodita Lovén, 1846: synonym of * Marsenina glabra (Couthouy, 1838)